# Fabiënne Karsoredjo
Fabiënne Karsoredjo (25 april 2003) is een Surinaams voetbalster. Ze speelde in de selecties van U-20 en de senioren van het Surinaamse voetbalelftal.

## Carrière
Fabiënne Karsoredjo speelt in het Surinaamse clubvoetbal voor SV Robinhood.
Ze speelde in 2021 met de U-20-selectie van het Surinaamse voetbalelftal tijdens de vrouwenvoetbalkampioenschappen van de Concacaf. De startwedstrijd tegen buurland Saint Lucia verloor Suriname met 4-3. Tijdens de kwalificatiewedstrijden in september van dat jaar speelde ze met de selectie tegen Grenada en Belize. Beide wedstrijden werden gewonnen, met respectievelijk 5-2 en 3-2. Een jaar later speelde ze in de U-20 vier wedstrijden. Tegen de Verenigde Staten werd verloren met 14-0, tegen Guyana met 6-0 en tegen de Dominicaanse Republiek met 3-0, en tegen Dominica werd gewonnen met 2-0.
In 2022 speelde ze ook mee in de kwalificatiewedstrijden voor het Wereldkampioenschap voetbal vrouwen van 2023 bij de senioren. In de wedstrijd tegen Mexico kon Suriname het doel amper verdedigen en verloor met 9-0. Hiermee was de kans voor de volgende ronde verkeken, omdat alleen de groepswinnaars doorgingen. De thuiswedstrijd tegen Anguilla werd nog wel ruimschoots gewonnen met 5-0. Hierna stond de uitwedstrijd tegen Puerto Rico op het programma, die werd verloren met 2-0. De laatste wedstrijd tegen en Antigua en Barbuda won Suriname met 5-1.